# رجاء الزاك
نادي رجاء الزاك هو نادي رياضي مغربي . يمارس في دوري الدرجة الرابعة لكرة القدم المصغرة داخل القاعة المغربي  من مدينة الزاك، تأسس سنة 2015. يرتدي اللونين الأخضر و الأبيض.

## اللاعبين

### التشكيلة الحالية
ملاحظة: تشير الأعلام إلى المنتخب الوطني على النحو المحدد في قواعد الأهلية للفيفا. قد يحمل اللاعبون أكثر من جنسية واحدة غير تابعة للفيفا.
| الرقم | البلد  | المركز | اللاعب                        |
| ----- | ------ | ------ | ----------------------------- |
| 1     | المغرب | حارس   | العسلي ايوب                   |
| 2     | المغرب | مدافع  | محمد الهراس                   |
| 3     | المغرب | مدافع  | سعيد دودني                    |
| 4     | المغرب | وسط    | حميد المهدي                   |
| 5     | المغرب | مدافع  | البابور يوسف                  |
| 7     | المغرب | وسط    | عبد الله العبداني             |
| 8     | المغرب | مهاجم  | جواد المخلوفي                 |
| 9     | المغرب | مهاجم  | الرايس عبد الواحد(نائب كابتن) |
| 10    | المغرب | مهاجم  | الوافي حمزة(كابتن)            |
| 11    | المغرب | مهاجم  | الوادي ايوب                   |
| 12    | المغرب | مهاجم  | ياسين الشرادي                 |
| 15    | المغرب | مهاجم  | موما مبارك                    |
| 16    | المغرب | وسط    | محمد بودادن                   |
| 17    | المغرب | مهاجم  | الغزال محمد                   |
| 21    | المغرب | حارس   | معاد الكرنوني                 |
| 22    | المغرب | حارس   | محمد البخاري                  |